# Грейс Менсон
Грейс Евелн Менсон (англ. Grace Eveyln Manson, 1893–1967) — американський психолог в галузі диференціальної психології, дослідниця кадрових досліджень та психології ринку.

## Біографія
Менсон народилася 15 липня 1893 року в Балтіморі, штат Меріленд.
Розпочала дослідницьку кар'єру в Мічиганському університеті, де була дослідницею з 1923-1926 рр. та науковою співробітницею з 1926 по 1930 рр.
Переїхала до Північно-Західного університету, де була професором психології та директором з кадрових досліджень. Залишалася там до 1944 року, після чого перейшла на державну службу і працювала в Управлінні ветеранів та Управлінні соціального захисту.
Дослідження Грейс Менсон зосереджувались на методах професійного відбору, диференційній психології та кадрових дослідженнях, та включали статистику щодо професій жінок, заробітку та професійних інтересів. Менсон була високоцитованою дослідницею своєї епохи.
Член Американської психологічної асоціації.